# Projeto GeoLinTerm
Projeto Geossociolinguística e Socioterminologia (GeoLinTerm) é um macroprojeto de pesquisa da realidade léxica do Norte do Brasil, coletando dados e traçando características nas áreas da geossociolinguística e socioterminologia. Sediado no Laboratório de Estudos da Linguagem da Universidade Federal do Pará (UFPA), liderado pelo Prof. Dr. Abdelhak Razky (UFPA/UnB) coordenador geral, profª Drª Marilucia Oliveira (UFPA) e pelo prof. Dr. Alcides Fernandes (UFPA) .

## Eixos
O projeto GeoLinTerm/UFPa (versão 02 - 110/2012-ILC) é desenvolvido com base nas seguintes ciências: Dialetologia, da Geografia Lingüística, Sociolinguística e Terminologia. É integrado à dimensão lexical do Atlas Geo-sociolinguístico do Pará (ALiPA).
A proposta da coleta e tratamento de dados segue metodologias de acordo com as características de cada um dos quatro eixos de pesquisas (ALiB-Norte, ALiPA, ALiN, SocioTerm):
1. O Atlas Linguístico do Brasil - Regional Norte (ALiB-Norte):[3] iniciado oficialmente em 2006, sob coordenação regional da GeoLinTerm, está diretamente ligado ao projeto Atlas Linguístico do Brasil (ALiB) , projeto de âmbito nacional que visa à construção do Atlas Linguístico Geral do Brasil, com base nos usos da língua portuguesa.
2. O Atlas Geossociolinguístico do Pará (ALiPA):[3] iniciado em 1997, tem objetivos mais relacionados ao Estado do Pará, com a função de observatório e de documentação da variação linguística do português falado no Estado.
3. Atlas Linguísticos Regionais do Norte do Brasil (ALiN):[3] a realidade socioliguística da região Norte ainda apresenta pouca documentação da variação do português nas dimensões diatópicas e diastráticas. Nesta região, dispomos de apenas dois atlas linguísticos: o Atlas Linguístico Sonoro do Pará e o Atlas Linguístico do Amazonas.[4] Em 2010 foi lançado o projeto Atlas Linguístico do Amapá;
4. Terminologia e a Socioterminologia (SocioTerm), e;[3]
5. Mapeamento geossociolinguístico do português falado em áreas indígenas no norte do Brasil.[3]

## Programas computacionais
Os programas computacionais utilizados: LexiquePro; CoolEdit, e GoldVarb X.